# Jordan Smotherman
Jordan LaVallée-Smotherman (* 11. Mai 1986 in Corvallis, Oregon) ist ein ehemaliger US-amerikanischer Eishockeyspieler sowie derzeitiger -trainer, -funktionär und -scout, der im Verlauf seiner aktiven Karriere zwischen 2002 und 2022 hauptsächlich in der American Hockey League (AHL) und ECHL auf der Position des linken Flügelstürmers gespielt hat. Daneben verbrachte Smotherman signifikante Teile seiner aktiven Laufbahn in Europa und absolvierte darüber hinaus vier Partien für die Atlanta Thrashers in der National Hockey League (NHL). Seit Sommer 2022 ist er Cheftrainer und General Manager der Worcester Railers aus der ECHL.

## Karriere
Jordan LaVallée-Smotherman begann seine Karriere als Eishockeyspieler bei den Remparts de Québec, für die er von 2002 bis 2006 in der kanadischen Juniorenliga Ligue de hockey junior majeur du Québec (LHJMQ) aktiv war. In dieser Zeit wurde er im NHL Entry Draft 2005 in der vierten Runde als insgesamt 116. Spieler von den Atlanta Thrashers aus der National Hockey League (NHL) ausgewählt. Während seiner Zeit bei den Remparts nahm er mit dem Team zweimal am prestigeträchtigen Memorial Cup teil, den er mit der Mannschaft im Jahr 2006 gewann.

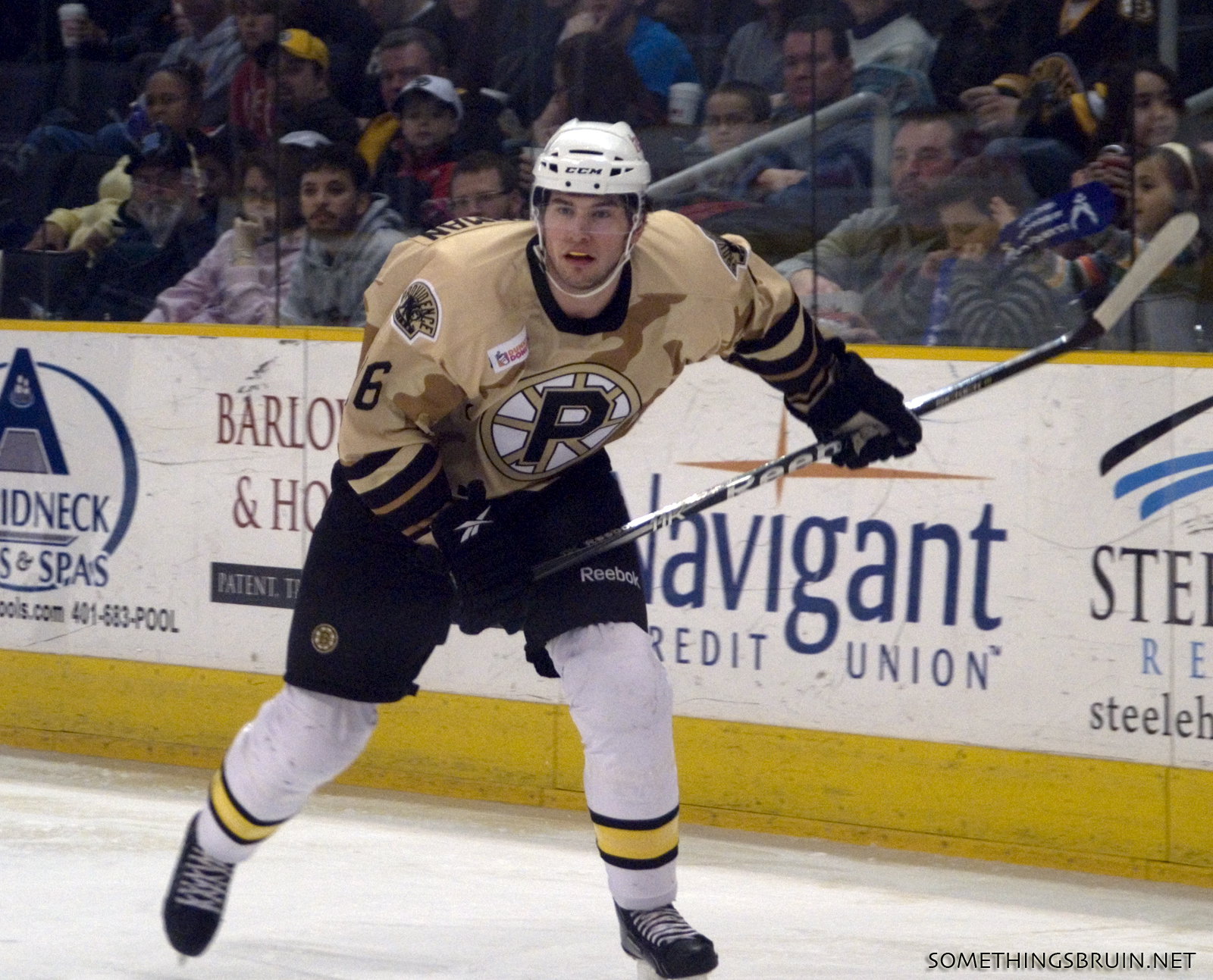
Smotherman im Trikot der Providence Bruins (2011)

Nachdem der Angreifer in der Saison 2006/07 ausschließlich für Atlantas Farmteam aus der American Hockey League (AHL), die Chicago Wolves, auf dem Eis gestanden hatte, gab er in der folgenden Spielzeit sein Debüt in der NHL für Atlanta. Zudem gewann LaVallée-Smotherman in der Spielzeit 2007/08 mit den Chicago Wolves den Calder Cup. Im Spieljahr 2008/09, in der der Linksschütze erneut hauptsächlich für die Wolves in der AHL aufgelaufen war, spielte der US-Amerikaner weitere zweimal für die Thrashers in der NHL. Nachdem ihn die Thrashers im Oktober 2009 zu den Columbus Blue Jackets transferiert hatten, verbrachte der Flügelstürmer die beiden folgenden Spielzeiten in Diensten der Syracuse Crunch und Providence Bruins ausschließlich in der AHL.
Zur Saison 2011/12 entschied er sich für ein Engagement beim dänischen Erstligisten EfB Ishockey in der AL-Bank Ligaen. Der US-Amerikaner beendete die Spielzeit mit 31 Treffern sowie 29 Torvorlagen und war sowohl punktbester als auch torgefährlichster Akteur der höchsten Spielklasse Dänemarks. Im April 2012 wechselte er zu Tingsryds AIF nach Schweden und fungierte dort in der Saison 2012/13 als Assistenzkapitän der Mannschaft. Im Mai 2013 unterschrieb er beim Ligakonkurrenten Karlskrona HK und konnte sich dort mit 42 Scorerpunkten aus 47 Saisonspielen empfehlen, sodass er zur Spielzeit 2014/15 von den Pelicans Lahti aus der finnischen Liiga verpflichtet wurde. Nach nur 38 Partien kehrte der Linksschütze im Januar 2015 nach Schweden zurück und schloss sich dem Zweitligisten Rögle BK an. Dort hatte er mit zehn Treffern in den verbleibenden zwölf Hauptrundenspielen sowie sechs Toren in zehn Relegationspartien einen maßgeblichen Anteil am Aufstieg seiner Mannschaft in die Svenska Hockeyligan (SHL).
Nach einem weiteren Jahr in Rögle unterzeichnete er einen Jahresvertrag bei den Iserlohn Roosters aus der Deutschen Eishockey Liga (DEL). Da Smotherman im August 2016 durch die sportmedizinische Untersuchung fiel, kam der Vertrag nicht zustande. Die folgenden zwei Jahre verbrachte er bei den Manchester Monarchs aus der ECHL, wo er in der Saison 2017/18 Assistenzkapitän war und ins ECHL First All-Star Team gewählt wurde, den Springfield Thunderbirds aus der AHL sowie dem schwedischen Team MODO Hockey. Im Sommer 2018 heuerte er erneut bei den Roosters an, die er aber bereits wieder im Februar 2019 verließ. Er wechselte daraufhin zu den Belfast Giants in die britische Elite Ice Hockey League (EIHL). Dort war er auch als Spielertrainer aktiv und gewann mit dem Team die Britische Meisterschaft. Die Saison 2020/21 verbrachte er in Dänemark bei Esbjerg Energy, bevor er im Juli 2021 in die Vereinigten Staaten zurückkehrte und sich den Worcester Railers aus der ECHL anschloss. Zudem bestritt er auf Leihbasis eine Partie bei den Springfield Thunderbirds in der AHL.
Im Anschluss an die Spielzeit 2021/22 beendete der 36-Jährige, der in den zurückliegenden beiden Spielzeiten bereits als Scout für die Remparts de Québec gearbeitet hatte, seine aktive Laufbahn. Zur Saison 2022/23 wurde Smotherman als Cheftrainer und General Manager der Worcester Railers vorgestellt.

## Erfolge und Auszeichnungen
| - 2006 Memorial-Cup-Gewinn mit den Remparts de Québec - 2008 Calder-Cup-Gewinn mit den Chicago Wolves - 2012 AL-Bank-Ligaen-Spieler des Monats Januar - 2012 Topscorer der AL-Bank-Ligaen-Hauptrunde - 2012 Bester Torschütze der AL-Bank-Ligaen-Hauptrunde | - 2012 AL-Bank Ligaen All-Star Team - 2015 Aufstieg in die Svenska Hockeyligan mit Rögle BK - 2018 ECHL First All-Star Team - 2019 Britischer Meister mit den Belfast Giants - 2019 EIHL-Challenge-Cup-Gewinn mit den Belfast Giants |

## Karrierestatistik
(Legende zur Spielerstatistik: Sp oder GP = absolvierte Spiele; T oder G = erzielte Tore; V oder A = erzielte Assists; Pkt oder Pts = erzielte Scorerpunkte; SM oder PIM = erhaltene Strafminuten; +/− = Plus/Minus-Bilanz; PP = erzielte Überzahltore; SH = erzielte Unterzahltore; GW = erzielte Siegtore; 1 Play-downs/Relegation; Kursiv: Statistik nicht vollständig)

## Persönliches
Smotherman wuchs in Corvallis im Bundesstaat Oregon auf und zog im Alter von zwölf Jahren mit seiner Familie nach Westborough im Bundesstaat Massachusetts.
Während seiner Zeit in der französisch geprägten Ligue de hockey junior majeur du Québec (LHJMQ) lief Smotherman unter dem franko-kanadischen Nachnamen seiner Mutter als Jordan LaVallée oder Jordan LaVallée-Smotherman auf, da er der Ansicht war, der Name erfülle in dieser Form eine bessere Wirkung auf sein Umfeld. Erst mit dem Wechsel in die Organisation der Columbus Blue Jackets im Jahr 2009 entschied sich der Stürmer für einen Wechsel zu Jordan Smotherman, um damit seinem im Jahr zuvor verstorbenen Vater ein Andenken zu setzen.